# Weiherhaus (Bindlach)
Weiherhaus ist ein Gemeindeteil von Bindlach im oberfränkischen Landkreis Bayreuth in Bayern. Weiherhaus liegt in der Gemarkung Crottendorf.

## Geografie
Bei der Einöde entspringt ein namenloser linker Zufluss der Trebgast. Eine Gemeindeverbindungsstraße führt nach Zettlitz (0,4 km nördlich) bzw. nach Crottendorf (0,5 km östlich).

## Geschichte
Weiherhaus wurde in der ersten Hälfte des 19. Jahrhunderts auf dem Gemeindegebiet von Crottendorf gegründet. 1930 beantragte die Ortsbürgerschaft Zettlitz mit Weiherhaus die Umgemeindung nach Ramsenthal, was jedoch abgelehnt wurde. Am 1. Januar 1976 wurde Weiherhaus im Zuge der Gebietsreform in Bayern nach Bindlach eingegliedert.

### Einwohnerentwicklung
| Jahr      | 001861 | 001871 | 001885 | 001900 | 001925 | 001950 | 001961 | 001970 | 001987 |
| Einwohner | 7      | 3      | 7      | 6      | 4      | 14     | 10     | 3      | 6      |
| Häuser    |        |        | 1      | 1      | 1      | 1      | 1      |        | 1      |
| Quelle    | [ 9 ]  | [ 10 ] | [ 11 ] | [ 12 ] | [ 13 ] | [ 14 ] | [ 15 ] | [ 16 ] | [ 1 ]  |

## Religion
Weiherhaus ist evangelisch-lutherisch geprägt und nach St. Bartholomäus (Bindlach) gepfarrt.